# Привільне (Зеленоградський район)
Привільне (рос. Привольное) — селище Зеленоградського району, Калінінградської області Росії. Входить до складу Ковровського сільського поселення.
Населення — 61 особа (2015 рік).

## Населення
| 2002 | 2010 |
| ---- | ---- |
| 68   | ↘61  |